# Episimus religiosa
Episimus religiosa is een vlinder uit de familie van de bladrollers (Tortricidae). De wetenschappelijke naam van de soort is voor het eerst gepubliceerd in 1917 door Edward Meyrick.
De soort komt voor in Guyana.